# Corvospongilla victoriae
Corvospongilla victoriae är en svampdjursart som beskrevs av Annandale 1914. Corvospongilla victoriae ingår i släktet Corvospongilla och familjen Spongillidae. Inga underarter finns listade i Catalogue of Life.